# Стефани Беатрис
Стефани Беатрис Бишоф Алвизури (на испански: Stephanie Beatriz Bischoff Alvizuri) е американска актриса, модел и певица. Известна е с ролята си на детектив Роса Диас в комедийния сериал на „Фокс“/„Ен Би Си“ „Бруклин 99“ (2013 – 2021) и с озвучаването на главната героиня от филма на Дисни „Енканто" – Мирабел Мадригал.

## Ранни години
Беатрис е родена в Неукен, Аржентина. Баща ѝ е колумбиец, а майка ѝ – боливийка. Тя е и с немско потекло.
Емигрира в Съединените щати на 2-годишна възраст с родителите си и по-малката си сестра. Израства в покрайнините на Хюстън и ходи в гимназията „Клиър Брук“. Като малка майка ѝ я води заедно със сестра ѝ по изложби и мероприятия, като Беатрис смята, че именно това е насочило развитието ѝ в сферата на изкуството. Започва да се интересува от актьорско майсторство, след като записва „Публична реч и дебат“ като избираем предмет и започва да играе в пиеси. Получава американско гражданство на 18-годишна възраст.
Беатрис следва в женския колеж „Стивънс“ в Колумбия. След дипломирането си през 2002 г. заживява в Ню Йорк, за да се занимава с актьорска дейност. От 2010 г. живее в Лос Анджелис.

## Кариера
Беатрис получава второстепенни роли в полицейските телевизионни сериали The Closer и Southland и епизодична роля като Соня, сестрата на Глория, в комедийния сериал на „Ей Би Си“ „Модерно семейство“.
През 2013 г. получава ролята на детектив Роса Диас в сериала „Бруклин 99“, екшън комедия, чийто сюжет се върти около съдбите на полицаите от участък в Бруклин. През 2019 г. режисира епизода от сезон 6 „He Said, She Said“. Сериалът продължава осем сезона.
Беатрис играе ролята на Бони в независимия филм The Light of the Moon, режисиран от Джесика Томпсън. Премиерата на филма е на филмовия фестивал „Саут бай Саутуест“ през 2017 г., където печели наградата на публиката в категорията за най-добре разказана история. Тя получава най-вече положителни отзиви за ролята си, като според „Холивуд Рипортър“ „Беатрис демонстрира силна и неподражаема игра“. Между 2018 и 2019 г. озвучава Джина Казадор в BoJack Horseman.
През 2019 г. става ясно, че Беатрис ще се включи във филмовата адаптация на мюзикъла „Във висините“ на Лин-Мануел Миранда, носител на награда „Тони“. Тя озвучава и Мирабел Мадригал, главната героиня в анимационния филм на „Дисни“ „Енканто“, вторият ѝ съвместен филм с Миранда през годината.
През 2019 г. Беатрис и нейната колежка от „Бруклин 99“ Мелиса Фумеро са водещи на наградите „Национална коалиция „Испаноезични медии“.
През 2021 г. Беатрис озвучава главната роля в съдебния подкаст Tejana, вдъхновен от „Тексаски рейнджъри“. Тя е и изпълнителен продуцент на подкаста, като през ноември 2021 г. започва да търси възможности за заснемането на ТВ сериал. Беатрис участва и в научнофантастичния подкаст Solar и е водеща на подкаста Twin Flames, разследващ ритуал за запознанства.

## Личен живот
- Беатрис има тежък астигматизъм и се нуждае от очила, за да вижда.[13] Тя не ги носи в много от ролите си; тъй като очите ѝ са чувствителни към контактни лещи, в резултат на което изпитва затруднения да застане на маркираните позиции за сцените пред камера.[14]

- Тя признава, че страда от хранително разстройство,[15] което е развила в университета.[6]

- За първи път Беатрис осъзнава, че е бисексуална на около 12-13-годишна възраст,[6] което води до отхвърлянето ѝ от роднинския и приятелски кръг.[16] През юни 2016 г. тя се разкрива публично.[17][18]

- През октомври 2017 г. оповестява годежа си с актьора Брад Хос.[19] Двамата се женят на 6 октомври 2018 г.[20] През юни 2021 г. тя заявява, че е бременна[21], а дъщеря ѝ се ражда през август 2021 г.[22]

## Филмография

### Филми
| Година  | Заглавие                         | Роля                    | Бележки                                        |
| ------- | -------------------------------- | ----------------------- | ---------------------------------------------- |
| 2013 г. | Short term 12                    | Джесика                 |                                                |
| 2014 г. | You're Not You                   | Джил                    |                                                |
| 2016 г. | Pee-wee's Big Holiday            | лунички                 |                                                |
| 2016 г. | Ледена епоха 5: Големият сблъсък | Герти (глас)            |                                                |
| 2016 г. | The Pistol Shrimps               | себе си                 | Член на Общинския танцов отбор на Лос Анджелис |
| 2017 г. | The Light of the Moon            | Бони                    | Също и изпълнителен продуцент                  |
| 2018 г. | Почти магия                      | Кенди                   |                                                |
| 2019 г. | ЛEGO: Филмът 2                   | Генерал Разруха (глас)  |                                                |
| 2021 г. | Във висините                     | Карла                   |                                                |
| 2021 г. | Енканто                          | Мирабел Мадригал (глас) | [ 23 ]                                         |
| 2022 г. | Жената котка: Преследвана        | Батуоман (глас)         |                                                |
| 2022 г. | Бургерите на Боб: Филмът         | Клои Барбаш (глас)      |                                                |

### Телевизия (избрани роли)
| Година      | Заглавие                       | Роля                                     | Бележки                                           |
| ----------- | ------------------------------ | ---------------------------------------- | ------------------------------------------------- |
| 2012 г.     | The Smart One                  | Натали                                   | телевизионен филм                                 |
| 2013 – 2019 | Модерно семейство              | Соня                                     | 4 епизода                                         |
| 2013 – 2021 | Бруклин 99                     | Роза Диас                                | Главна роля; режисира епизода "He Said, She Said" |
| 2017 – 2020 | Бургерите на Боб               | Клои Барбаш/Джулия/Пам (глас)            | 6 епизода                                         |
| 2017 г.     | The New V.I.P.'s               | Елена (глас)                             | телевизионен филм                                 |
| 2017 г.     | Danger &amp; Eggs              | Шериф Люк/Капитан Банджо (глас)          | 4 епизода                                         |
| 2018 – 2019 | BoJack Horseman                | Джина Касадор (глас)                     | 9 епизода                                         |
| 2020 г.     | Елена от Авалор                | Икслан (глас)                            | 3 епизода                                         |
| 2020 г.     | Wizards: Tales of Arcadia      | Калиста/Немуе/Дея Освободителката (глас) | 7 епизода                                         |
| 2020 – 2021 | Патешки истории                | Госалин Вадълмайър (глас)                | 2 епизода                                         |
| 2020 – 2021 | Central Park                   | Енрике (глас)                            | 2 епизода                                         |
| 2021 г.     | Jurassic World Camp Cretaceous | Тиф (глас)                               | Сезон 2; 5 епизода                                |
| 2021 г.     | Devil May Care                 | Главният демон Глория (глас)             | 7 епизода                                         |
| 2021 г.     | Q-Force                        | Мира Пападопулос (глас)                  | Главна роля                                       |
| 2021 г.     | Maya and the Three             | Шими (глас)                              | Главна роля                                       |
| 2022 г.     | The Legend of Vox Machina      | Лейди Кима (глас)                        | [ 24 ] [ 25 ]                                     |
| 2022 г.     | Dogs in Space                  | Пепър (глас)                             | Сезон 2; главна роля                              |
| предстоящ   | Twisted Metal                  | Quiet                                    | Главна роля, предстоящ сериал                     |

### Подкасти
| Година  | Заглавие               | Роля           | Продуцентска компания   | Бележки                           |
| ------- | ---------------------- | -------------- | ----------------------- | --------------------------------- |
| 2021 г. | Tejana                 | Айлийн Кастийо | Соноро Медия/ Телемундо | 6 епизода; Изпълнителен продуцент |
| 2022 г. | Twin Flames            | домакин        | Wondery                 | 6 епизода                         |
| 2022 г. | Solar                  | Д-р Рен Гереро | CurtCo Media            | 12 епизода                        |
| 2022 г. | Why Won't You Date Me? | гост           | Тийм Коко               | Епизод: „Бисексуално изтриване“   |

### Театър
| Година        | Заглавие           | Роля  | Бележки       |
| ------------- | ------------------ | ----- | ------------- |
| 2021 – 2022 г | 2:22 A Ghost Story | Лорън | Театър Гилгуд |

## Дискография

### Песни в класацията
| Заглавие                                                                                         | Година | Пикови позиции в диаграмата | Пикови позиции в диаграмата | Пикови позиции в диаграмата | Пикови позиции в диаграмата | Пикови позиции в диаграмата | Пикови позиции в диаграмата | Пикови позиции в диаграмата | Пикови позиции в диаграмата | Пикови позиции в диаграмата | Пикови позиции в диаграмата | Сертификати                                                       | Албум   |
| Заглавие                                                                                         | Година | САЩ                         | Австралия                   | Канада                      | Германия                    | Ирландия                    | Нидерландия                 | Нова Зеландия               | Швеция                      | Великобритания              | Цял свят                    | Сертификати                                                       | Албум   |
| ------------------------------------------------------------------------------------------------ | ------ | --------------------------- | --------------------------- | --------------------------- | --------------------------- | --------------------------- | --------------------------- | --------------------------- | --------------------------- | --------------------------- | --------------------------- | ----------------------------------------------------------------- | ------- |
| "We Don't Talk About Bruno" (с Каролина Гайтан, Мауро Кастийо, Адаса, Рензи Фелис и Диан Гереро) | 2021 г | 1                           | 5                           | 3                           | 71                          | 1                           | 41                          | 4                           | 40                          | 1                           | 1                           | - RIAA: 2× платинен - ARIA: Платинен - BPI: Платинен - MC: Златен | Енканто |
| "The Family Madrigal" (с участието на Олга Мередиз и Encanto)                                    | 2021 г | 20                          | 40                          | 31                          | —                           | 18                          | —                           | —                           | —                           | 7                           | 20                          | - RIAA: Златен - ARIA: Златен - BPI: Сребърен                     | Енканто |
| "What Else Can I Do?" (с Диан Гереро)                                                            | 2021 г | 27                          | 63                          | 41                          | —                           | 34                          | —                           | —                           | —                           | 29                          | 34                          | - RIAA: Златен - BPI: Сребърен                                    | Енканто |
| "Waiting on a Miracle"                                                                           | 2021 г | 48                          | 89                          | 57                          | —                           | —                           | —                           | —                           | —                           | —                           | 51                          | - BPI: Сребърен                                                   | Енканто |
| "All of You" (с Олга Мередис, Джон Легуизамо, Адаса и Малума)                                    | 2021 г | 71                          | —                           | 83                          | —                           | —                           | —                           | —                           | —                           | —                           | 111                         |                                                                   | Енканто |
| „—“ обозначава песни, които не са издадени в тази страна или не са в класациите.                 |        |                             |                             |                             |                             |                             |                             |                             |                             |                             |                             |                                                                   |         |